# Rejon bieriozowski (Kraj Krasnojarski)
Rejon bieriozowski (ros. Берёзовский райо́н, Bieriozowskij rajon) – rejon administracyjny i komunalny Kraju Krasnojarskiego w Rosji. Stolicą rejonu jest osiedle typu miejskiego Bieriozowka, którego ludność stanowi 55,1% populacji rejonu. Został on utworzony 25 kwietnia 1983 roku.

## Położenie
Rejon ma powierzchnię 4 244 km² i znajduje się w środkowopołudniowej części Kraju Krasnojarskiego, granicząc na północny z rejonem suchobuzimskim, na wschodzie z rejonem rybińskim, na południowym wschodzie z rejonem ujarskim, na południu z rejonem mańskim, na południowym zachodzie z rejonem bałachtińskim, a na zachodzie z rejonem jeliemianowskim i miastem Krasnojarsk.

## Ludność
W 1989 roku rejon ten liczył 40 294 mieszkańców, w 2002 roku 37 821, w 2010 roku 37 841, a w 2011 zaludnienie spadło do 37 744 osób.
Udział poszczególnych narodowości w populacji rejonu w 2002 roku był następujący:
- Rosjanie: 89.0%
- Ukraińcy: 2.6%
- Niemcy: 2.5%
- Białorusini: 1.6%
- Czuwasze: 1.1%
- Tatarzy: 1.0%
- Mordwini: 0.5%

## Podział administracyjny
Administracyjnie rejon zawiera jedno osiedle typu miejskiego: Bieriozowka i dzieli się na 5 sielsowietów.